# Delbrücker SC
Delbrücker SC is een Duitse voetbalclub uit Delbrück die is opgericht in 1950. Anno 2021 speelt de club in de Westfalenliga.
De club ontstond uit omnisportvereniging DJK Delbrück (opgericht in 1920) waarvan de in 1925 gestarte voetbalafdeling, BV Delbrück, in 1950 een zelfstandige vereniging werd. In 2006 was de enige deelname aan het toernooi om de DFB-Pokal waarin Delbrücker SC in de eerste ronde verloor van SC Freiburg.

## Erelijst
- Verbandsliga Westfalen
  - 2005
- Landesliga Westfalen
  - 2001

Staffel 1:
SG Bockum-Hövel ·
Delbrücker SC ·
Borussia Emsdetten ·
FC Preußen Espelkamp ·
TuS Hiltrup ·
SC Rot Weiss Maaslingen ·
SV Mesum ·
SuS Neunkirchen ·
FC Nieheim ·
Grün-Weiß Nottuln ·
SF Ostinghausen ·
SC Peckeloh ·
FSC Rheda ·
SV Rödinghausen II ·
SV Westfalia Soest ·
SC Westfalia Kinderhaus

Staffel 2:
FC Brünninghausen ·
SV Vestia Disteln ·
TuS Erndtebrück ·
SC Westfalia Herne ·
SV Hohenlimburg ·
Holzwickeder SC ·
SpVgg Horsthausen ·
FC Iserlohn 46/49 ·
Lüner SV ·
RSV Meinerzhagen ·
SV Wacker Obercastrup ·
SC Obersprockhövel ·
BSV Schüren ·
SV Sodingen 1912 ·
TSG Sprockhövel ·
DSC Wanne-Eickel